# Tétraneutron
Le tétraneutron est une particule hypothétique, constituée de quatre neutrons en interaction, qui aurait été observée en 2001 au GANIL de Caen — mais l'observation n'a jamais pu être renouvelée. Si toutefois elle était confirmée, elle contredirait les modèles actuels décrivant les interactions entre nucléons.
On l'assimile parfois au « neutronium » ou à un nouvel « élément chimique » de numéro atomique égal à zéro, mais ces simplifications sont erronées dans l'un et l'autre cas, car :
- le « neutronium » se réfère habituellement à la matière dégénérée des étoiles à neutrons, ce qui n'est pas le cas du tétraneutron

- la chimie est avant tout une affaire d'électrons, et une telle particule, si elle existait, n'aurait aucun cortège électronique et, par conséquent, relèverait de la physique des particules mais pas de la chimie.

En 2016, des physiciens ont trouvé des signes de sa formation et l'année suivante des physiciens théoriciens ont montré que le tétraneutron peut s'expliquer en tant que résonance.
En 2021, dans l'accélérateur tandem Van de Graaff du laboratoire Maier-Leibnitz sur le campus de recherche de Garching, une cible de lithium-7 bombardée de noyaux de lithium-7 accélérés à environ 12 % de la vitesse de la lumière aurait produit un carbone 10 et le tétraneutron recherché. Mais d'autres observations restent nécessaires pour pouvoir confirmer ce résultat,.

## Source
[PDF] http://ireswww.in2p3.fr/ires/communication/rapport03/SpectNeutrons.pdf